# シノグロッサム
シノグロッサム(Cynoglossum amabile)は、ムラサキ科オオルリソウ属の耐寒性一年草で、家庭園芸で観賞用に栽培されている
。
「シノグロッサム」は、属名の英語読みで、和名はシナワスレナグサ(支那勿忘草)、英語名ではChinese forget-me-not の他にも、 Chinese hound's tongue とも呼ばれている。
なお、この植物は発がん性のピロリジジンアルカロイドを含んでおり、
野生種はアジアに生えている。

## 形態
日本でも関東地方や近畿地方では十分に屋外で越冬できる一年草で、草丈70～90cmになる。へら型のロゼットで越冬し、春になると茎を伸ばし、春から初夏にかけて、青紫色の小さな花を総状花序に咲かせる。

## 栽培
こぼれ種でも増える丈夫な草花で、半日以上日が当たり、水はけの良いところならだいたい育つ。種蒔きは秋の彼岸ころがよく、まいたら2ミリ程度覆土する。苗床や箱に蒔くのも良いが、大きくなった苗は移植が難しい。